# 御苦楽園
御苦楽園（ごくらくえん）は、山形県天童市にある日本庭園。

## 概要
昭和初期の不況による失業対策をかねて、水戸部弥作によって造園された庭である。1日50人〜300人の人夫を使い、8年の月日を経て完成した。御苦楽園には"人生の苦しみと楽しみを盛った庭園"という意味が込められている
園内には山形県内外の銘木や銘石がある。柱石には人生の苦楽を教えてくれる名言や格言が刻まれている。
1965年に一般公開という形で開園した。

## 園内概要
- お休処
- 倉
- 東屋跡
- 自動自活
- 松
- 夫婦松
- 桂
- 鳥居
- 富幸心社
- 宝来山
- 長命水
- 見晴らし台

など

## 入園時間・休園日
入園時間
- 8:00 - 17:00

休園日
- 冬期間（1月10日 - 2月末）は休園となる。

## 入園料
個人
- 大人 400円 子供 200円

団体
- 大人 350円 子供 150円

## アクセス
- バス
  - バス停「御苦楽園口前」下車
- 車
  - JR奥羽本線・天童駅から10分[5]
  - 山寺から約15分[5]
  - 天童温泉から約10分[5]
  - JR奥羽本線・山形駅から約25分[5]
  - 山形空港から約15分[5]
  - 山形自動車道・山形北ICから15分[6]

## 周辺
- 天童市立干布小学校
- 格知学舎
- 山形県総合運動公園
- 山形県道111号天童山寺公園線
- 山形県道279号荒谷原崎線